# Григорьев, Александр Ефимович
Александр Ефимович Григорьев (1949, Ленинград) — российский и советский художник, член арт-группы «Движение», мастер кинетизма и оп-арта.

## Биография
Окончил архитектурный факультет ЛИСИ. С 1966 года начал работать в Ленинградский зональный научно-исследовательский и проектный институт типового и экспериментального проектирования (ЛенЗНИИЭП), где познакомился с Львом Нусбергом — лидером группы «Движение», который занимался там проектом оформления Ленинграда к 50-летию революции, подружился с ним и через несколько месяцев стал членом группы. В «Движении» он являлся одним из самых активных членов вплоть до самого распада группы. Тогда же, в 1967 году, принял участие в создании кинетической модели «Киберсобытие» для оформления Ленинграда и сконструировал свои первые пространственные кинетические объекты. В 1968 году в составе группы «Движение» разрабатывал проект оформления пионерлагеря «Орлёнок» на Северном Кавказе. «В рамках коллективной практики Григорьев много занимался проектированием как архитектурных решений для городских событий, так и киберсред — эффектных футурологических пространств. Совместно со Львом Нусбергом, Галиной Битт, Франциско Инфанте и другими авторами он участвовал в разработке и постановке кинетических игр», в том числе знаменитых «Пришельцы в лесу».
В 1969 году Григорьев переехал в Москву.
В последующие годы участвовал в реализации нескольких крупных проектов: выставки-представления «Советскому цирку — 50 лет» (1969), выставок «Электроника» (1970), «Химия-70» (1970), «Электро-72» (1972) и др. Принимал участие в кинетических играх «Движения» на природе: «Пришельцы в лесу» (Чертаново, Москва, 1971) и «Кинетические игры на море» (Крым, 1972). 1972 году вышел из состава группы «Движение». После распада группы Григорьерв «продолжил заниматься проектированием, но в большей степени сфокусировался на живописи, исследуя выразительные возможности картинного пространства и психофизиологические особенности зрительного восприятия».
В 1974 году создал кинетический ансамбль для выставки «Студенческое творчество» (совместно с Г. Антоновым). Также является автором сценографии и костюмов для театрально-кинетического представления «Игра форм» группы «Динамика». В середине 1970-х разработал и осуществил ряд постановочно-игровых акций: «Языческий крест» и «Блуждающая линия» (1975—1976), «Заблудившаяся стрела» (1978).
Начиная с 1970-х годов работает также в технике фотоколлажа. Свой интерес к оп-арту он воплощает в живописи: «занимаясь преимущественно разработками полифонических систем геометрического орнамента, что сближает его произведения с классическим западным, в своих работах Григорьев сосредотачивается на детализированном рассмотрении ключевых законов зрительного эффекта». "В своем творчестве Александр Ефимович сосредоточился на оп-арте, причем на достаточно консервативной технике — станковой живописи, которая, благодаря его деликатному чутью оттенков, оказывается ошеломительной", пишет критик.
В 1973—2005 годах работал в качестве внештатного художника-графика издательства «Знание».
Постоянный участник выставок Горкома художников-графиков, объединения «Вернисаж», а также актуальных и ретроспективных выставок, посвященных кинетическому искусству: «Трансатлантическая альтернатива. Кинетическое искусство и оп-арт в Восточной Европе и Латинской Америке в 1950—1970-е» (МСИ «Гараж», Москва, 2018), «Лаборатория будущего. Кинетическое искусство в России» (ЦВЗ «Манеж», Санкт-Петербург; Новая Третьяковка, Москва, 2020—2021) и др. Автор проекта «Размышление Куба о Круге» на Хитровской площади в Москве (2021, арх. А. Пунин).
Работы художника хранятся в ГТГ, Художественном музее г. Бохум (Германия), частных собраниях (в частности, в собрании Романа Бабичева, организовавшего в 2023 году его персональную выставку «Александр Григорьев. О прозрачности: оптические среды. Собрание Романа Бабичева» в ММОМА).
Живёт и работает в Москве.